# Стура-Карлсё
Стура-Карлсё (швед. Stora Karlsö) — остров в Швеции, расположенный в 6,5 км к западу от Готланда. Административно относится к Готландской коммуне Готландского лена. Имеет морское сообщение с Клинтехамном. Обладает статусом заповедника.

## География

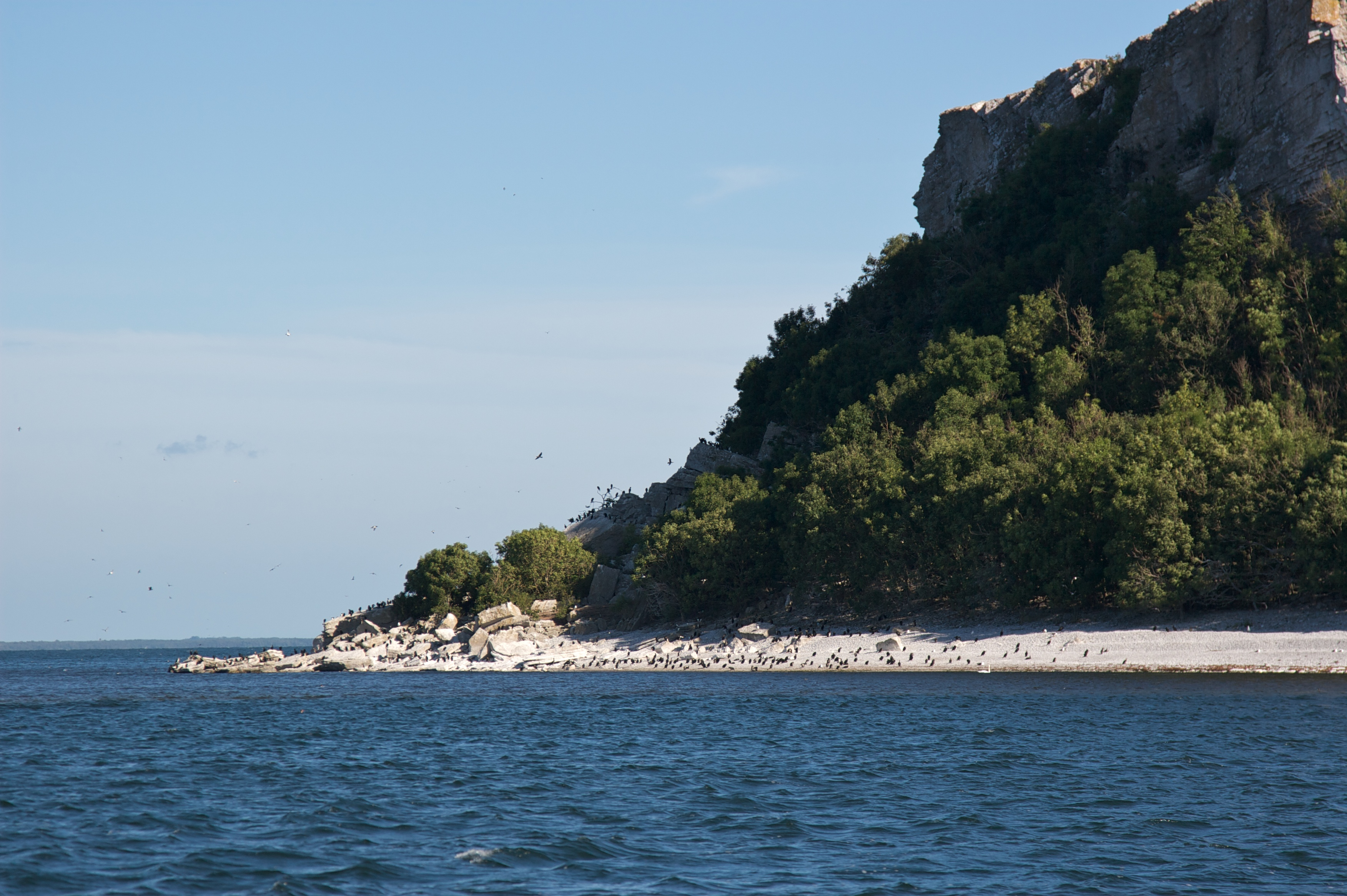
Скалы острова

Площадь острова составляет 2,35 км². По форме он напоминает прямоугольник, а его ландшафт представляет собой плато в виде подковы. Высшая точка острова лежит на высоте 51,6 м над уровнем моря. Западная часть плато — Мармурбергет — возвышается над морем на 45 м.
Стура-Карлсё образован из горных пород силурийского периода, возраст которых примерно 400 млн лет. Море промыло в прибрежных скалах три десятка пещер, некоторые из которых глубиной более 20 м.

## Флора

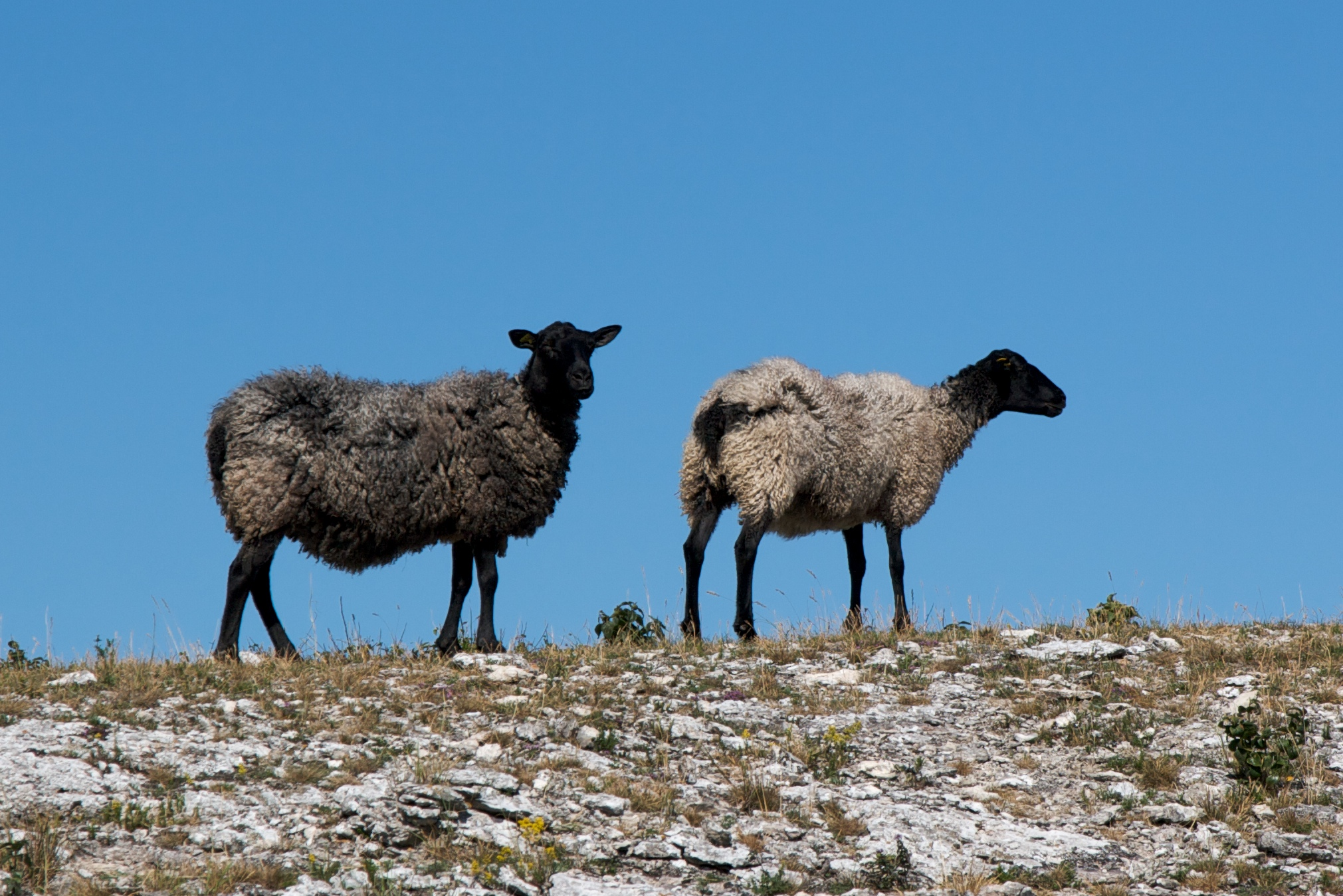
Овцы на Стура-Карлсё

На острове сотни лет паслись овцы, и к концу XIX века он почти лишился своего растительного покрова. Однако в 1887 году овцы были вывезены с острова, и с тех пор растения могли расти здесь без помех. Сейчас на острове произрастает ясень, клён и рябина. Можжевельник, который в конце XIX века практически исчез с острова, сейчас можно встретить на нём почти повсеместно, а в некоторых местах он даже образует густые, труднопроходимые заросли.
В 1995 году, чтобы несколько замедлить зарастание острова и помочь требующим защиты растениям и животным, на некоторых участках Стура-Карлсё вновь начали выпас овец.
Сейчас на острове произрастает 400 видов сосудистых растений, в том числе льновидный солонечник, весенний адонис и орхидеи. Стура-Карлсё и соседний остров Лилла-Карлсё — единственное место в Скандинавии, где растёт латук дубравный.

## Фауна
На острове гнездится большое количество тонкоклювых кайр (7500 пар) и гагарок (1700 пар). Здесь также встречается множество мелких птиц, среди которых зелёная пересмешка, чечевица, ястребиная славка и малая мухоловка.
К концу XIX века птичий мир острова оказался на гране уничтожения. По инициативе Вилли Вёллера (1848—1927) в 1880 году было создано акционерное общество Jagt- och Djurskyddsförenings AB, главной целью которого стала забота о сохранении природы Стура-Карлсё. Сейчас компания владеет большей частью острова и занимается организацией туристических туров.

## История

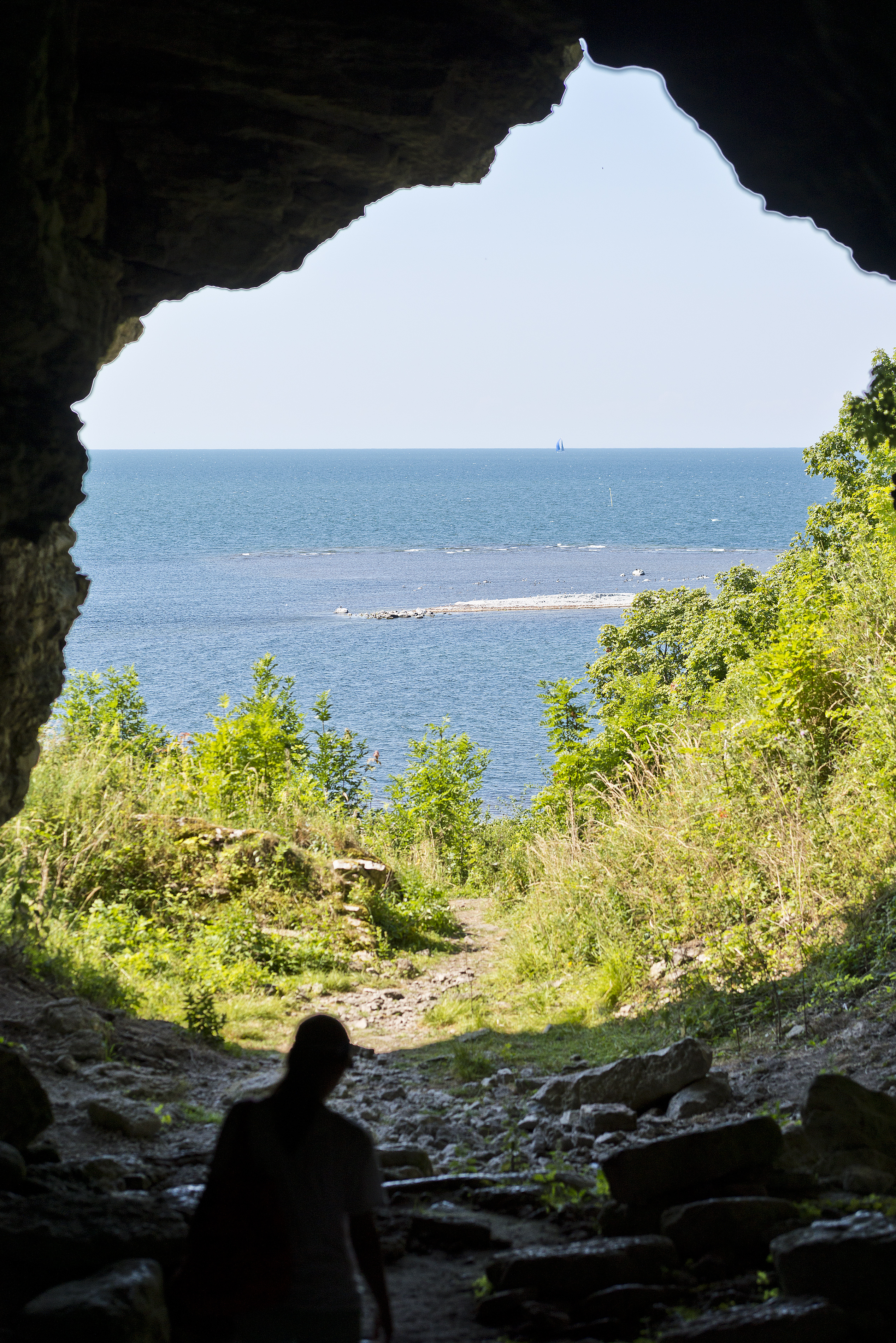
Пещера Стура-Фёрвар (Stora Förvar)

В пещерах острова было сделано множество находок времён каменного века. Наиболее известна пещера Стура-Фёрвар, в которой исследователи ещё в конце XIX века обнаружили каменные и костяные орудия, а также остатки керамики.
У мезолитических (7400 лет назад) обитателей пещеры Стура-Фёрвар были обнаружены митохондриальные гаплогруппы U4b1 и U5a1 и Y-хромосомная гаплогруппа I1-M253*(xL121).
Кроме того, на острове были сделаны находки времён бронзового и железного веков.

## Достопримечательности

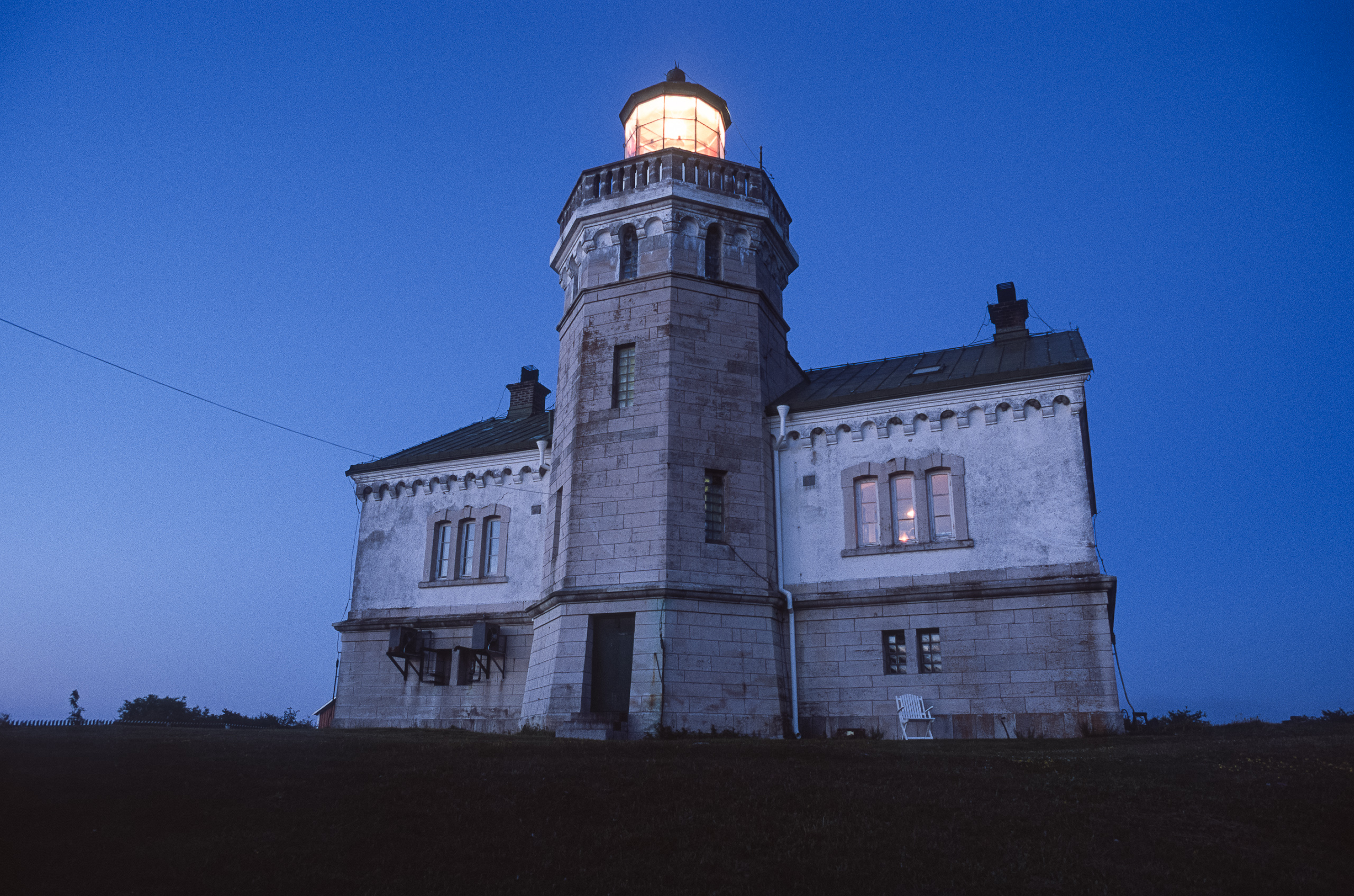
Маяк

На Стура-Карлсё располагается маяк, введённый в строй ещё в 1887 году. С 1966 года здесь также работает музей, основная экспозиция которого посвящена теме «Человек и природа на Стура-Карлсё».